# 亓珍
亓珍，又作亓玮，字信卿，号还浦，山東莱州府潍縣人。明朝政治人物。

## 生平
万历四十六年（1618年）戊午科舉人，五年（1625年）乙丑科进士，初任泌阳知县，调繁陈留，为政以抚循百姓为心，不事刑扑，而境内大治。擢江西道监察御史，厘弊摘奸，务以进贤退不肖为己任。邑令邢国玺治潍有功，特疏题荐，升主事。及督学江苏，遴选皆一时名士。属邑靖江县旧入学五名，见文风甚盛，特疏广额，靖江人为立生祠，入祀本邑乡贤及苏州、扬州名宦祠。

## 家族
祖北岗公亓守全，省祭官。父亓惟一，字纯吾，庠生，以子玮贵，赠为文林郎、河南泌阳知县，续赠江西道监察御史。